# Susana Cala
Susana Isaza Piñeros (Bogotá, 10 de febrero de 1998), conocida por su nombre artístico Susana Cala, es una compositora y cantante colombiana de pop latino. Antes de iniciar como cantante, estuvo presente en la escena musical como compositora para artistas como Andrés Cepeda, Ximena Sariñana y Morat.
A lo largo de su reciente carrera ha logrado cosechar varios éxitos como Mi Canción Favorita con el cantante venezolano Lasso (2021) y Paralizante con la banda Bacilos (2022).

## Primeros años
Desde muy pequeña, la música y el arte han sido parte fundamental de su vida. Comenzó a estudiar diseño en la Universidad de los Andes y en paralelo su carrera como compositora con Warner Chappell Colombia.
Desde su infancia, Susana se mostró interesada por la música. Escuchaba a sus padres cantar y tocar instrumentos, y ella misma comenzó a tocar la guitarra a los 11 años. A los 14 años, comenzó a escribir sus propias canciones.
En 2016, Susana firmó un contrato de composición con Warner Chappell Colombia. Comenzó a componer canciones para artistas como Morat, Sebastián Yatra, Andrés Cepeda y otros. Sus canciones han sido interpretadas por artistas de todo el mundo, incluyendo España, México, Perú, Argentina y Chile.

## Carrera musical
Tras pasar años como compositora de varios artistas latinoamericanos y españoles, Susana decidió lanzar su proyecto artístico como solista en 2021.
Con varios acústicos y sencillos, su primer EP llegó en 2022, Sopa de Letras, en la cual la canción "Tenemos Que Hablar" se convirtió en un éxito inmediato.
Luego, las colaboraciones grandes artistas del pop latino como Bacilos, Antonio José y Lasso en su primer EP.
Su segundo EP, Sin Mensaje de Buenos Días, lanzado en abril de 2023 también se convirtió en un éxito, logrando expandir su música por varios países de Latinoamérica y ciudades de España.
Actualmente se encuentra en su primera gira titulada Arial 12

### Influencias
Algunos de sus estilos musicales son el pop latino y la balada romántica. Sus artistas favoritos y señalados como una influencia en su música son, Kany García, Joan Manuel Serrat, Joaquín Sabina, entre otros, y a señalado que su padre y su hermano, Juan Pablo Isaza también son una gran influencia.

## Discografía

### EP
| Título                     | Detalles                                                                                | Canciones |
| -------------------------- | --------------------------------------------------------------------------------------- | --- |
| Sopa de Letras             | - Lanzamiento: 5 de mayo de 2022 - Sello: Universal Music España - Formato: streaming   | 1. Tenemos Que Hablar 2. Vida Contigo 3. Paralizante (con Bacilos) 4. No Fue Tu Culpa (con Antonio José) 5. Mi Canción Favorita (con Lasso) |
| Sin Mensaje de Buenos Días | - Lanzamiento: 21 de abril de 2023 - Sello: Universal Music España - Formato: streaming | 1. 40 Grados 2. Pereza 3. No Eras Para Tanto 4. Tiempo Indefinido 5. Fórmula 1                                                              |

### Sencillosy colaboraciones
| Título                    | Año  | Colaboración     |
| ------------------------- | ---- | ---------------- |
| Domingo (acústico)        | 2021 | -                |
| 9 (acústico)              | 2021 | -                |
| No Lo Recuerdo (acústico) | 2021 | -                |
| Si Te Vas                 | 2021 | -                |
| Don Quijote               | 2021 | -                |
| Cosa del Pasado           | 2021 | -                |
| Volverá                   | 2021 | -                |
| Mi Canción Favorita       | 2021 | con Lasso        |
| No Fue Tu Culpa           | 2022 | con Antonio José |
| Vida Contigo              | 2022 | -                |
| Inalcanzable              | 2022 | con Moderatto    |
| Tenemos Que Hablar        | 2022 | -                |
| Paralizante               | 2022 | con Bacilos      |
| La Mudanza                | 2022 | con Neva         |
| Yoga                      | 2022 | -                |
| 40 Grados                 | 2022 | -                |
| Pereza                    | 2022 | -                |
| No Eras Para Tanto        | 2023 | -                |
| Tiempo Indefinido         | 2023 | -                |
| Fórmula 1                 | 2023 | -                |